# Abovyan (Ararat)
Pour l’article homonyme, voir Abovyan.
Abovyan ou Abovian (en arménien Աբովյան ; jusqu'en 1946 Verin Aghbash) est une communauté rurale du marz d'Ararat en Arménie (région d'Artachat). Elle est située à 18 km au sud d'Erevan et à 16 km de la ville d'Artachat. 
En 2008, elle compte 1 393 habitants.